# Parafia św. Wawrzyńca w Nowej Słupi
Parafia Świętego Wawrzyńca w Nowej Słupi – parafia rzymskokatolicka znajdująca się w diecezji sandomierskiej w dekanacie świętokrzyskim.
Parafia została erygowana w 1678. Zachowały się księgi parafialne od 1790 r. Prowadzona jest przez Księży Michalitów.
Do parafii należą wierni z miejscowości:
Bartoszowiny, Baszowice, Dębniak, Huta Szklana, Hucisko, Jeleniów, Mirocice, Paprocice, Pokrzywianka, Nowa Słupia, Stara Słupia, Trzcianka, Wólka Milanowska.